# Wes Berggren
Pour les articles homonymes, voir Berggren.
Wes Berggren (3 avril 1971 - 27 octobre 1999  à Dallas) était le guitariste du groupe Tripping Daisy fondé en 1991.
Sa femme Melissa le retrouve mort chez lui après une overdose d'héroïne.